# Münster (kyrka)

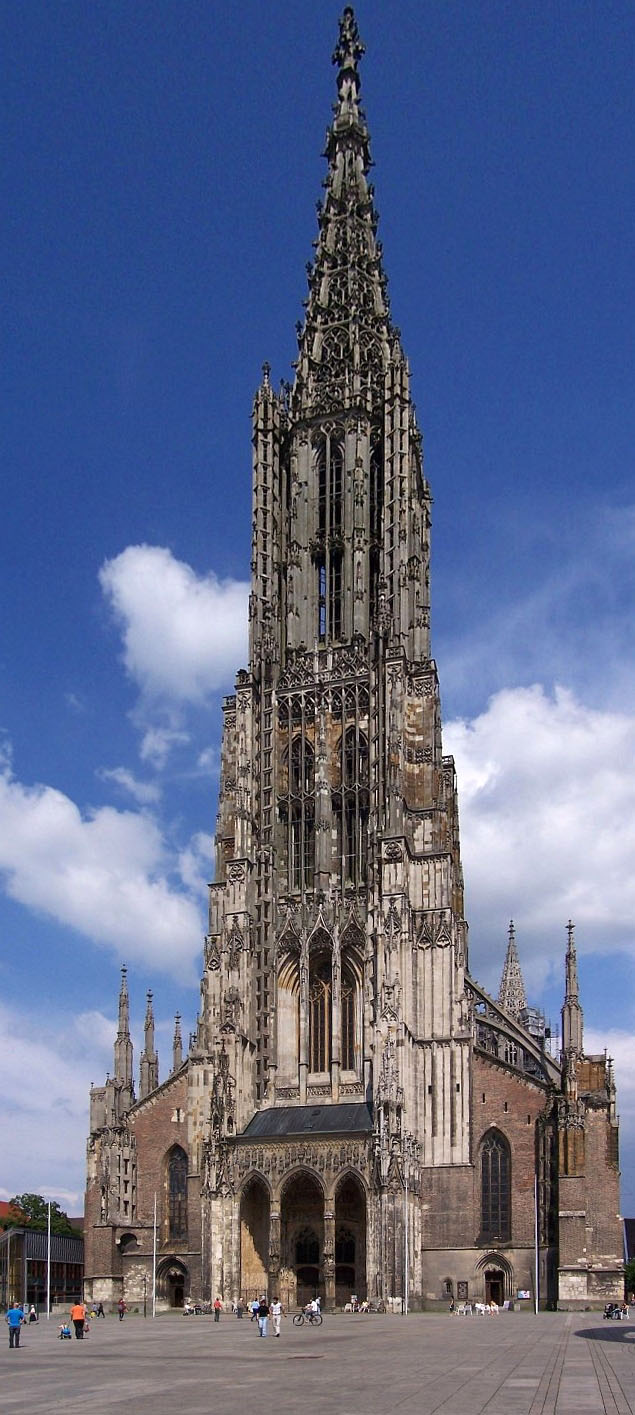
Exempel på en tysk kyrka namngiven som münster, i det här fallet Ulms stadskyrka – Ulmer Münster.

Münster, minster, tidigare även mynster, är ett tyskt och engelskt begrepp för en betydande kyrka. 
Ordet har sitt ursprung i latinets monasterium, som betyder kloster, och användes under medeltiden synonymt med kloster eller i mer inskränkt betydelse för en klosterkyrka. Det kom att avse alla kyrkor där en kommunitet levde och verkade tillsammans, för att slutligen ta betydelsen av en större och betydande kyrka.

## England och Wales
Under tidig medeltid var begreppet mynster liktydigt med kloster, men kom så småningom även att avse kollegiatkyrkor med sekulärkaniker som levde tillsammans. Belägg för användningen finns från Beda venerabilis tid och framåt.
Under medeltiden utvecklades separata begrepp, där kloster benämndes monastery medan de större kyrkorna förblev minster. Som minster benämndes vissa domkyrkor, men också andra moderkyrkor för ett geografiskt område eller andra betydande byggnader och missionscentra.
Inom Engelska kyrkan är en minster idag en hedersbeteckning, där de mest framträdande är York Minster, York, och Westminster Abbey, London.

## Tyskland
Det tidiga begreppet münster, mönster eller mynster avsåg ursprungligen ett kloster, eller i inskränkt bemärkelse dess klosterkyrka. Klostrens närvaro påverkade ortnamnsutvecklingen, och begreppet kom även att ingå i ortnamn, med Münster i nordvästra Tyskland som framstående exempel.
I takt med att separata begrepp utvecklades för kloster (tyska: kloster) kom münster att avse de större kyrkorna, särskilt vissa domkyrkor och andra större stadskyrkor.
Som exempel på domkyrkor kan nämnas Liebfrauenmünster zu Straßburg, det tyska och ursprungliga namnet på katedralen Notre-Dame de Strasbourg. Bland stadskyrkorna märks exempelvis Ulmer Münster.